# Ginástica estética de grupo
A Ginástica Estética de Grupo (AGG) é uma disciplina da ginástica desenvolvida a partir da "Ginástica Feminina" finlandesa (naisvoimistelu). A disciplina lembra a Ginástica Rítmica, mas com algumas diferenças marcantes: na AGG, a ênfase é no movimento corporal grande e contínuo e as equipes são maiores. As equipes de AGG geralmente consistem em 6 a 10 ginastas e algumas equipes infantis são ainda maiores. Além disso, os aparelhos não são utilizados nas competições internacionais da AGG como na Ginástica Rítmica, onde bola, fita, aro e maças são usados na área do solo. O esporte exige qualidades físicas como flexibilidade, equilíbrio, velocidade, força, coordenação e senso de ritmo onde os movimentos do corpo são enfatizados na fluidez, apelo expressivo e estético. Um bom desempenho é caracterizado pela uniformidade e simultaneidade. O programa de competição consiste em movimentos corporais versáteis e variados, como ondas e balanços corporais, equilíbrios e pivôs, pulos e saltos, passos de dança e levantamentos.
A duração do programa de competição deve ser de 2,15 a 2,45 minutos. A vestimenta de competição de um grupo deve ser um collant com apelo estético considerando o espírito do esporte competitivo. O tamanho da área de competição, que é um tapete de ginástica, é de 13 m x 13 m. A área deve ser usada de forma diversa.
A Federação Internacional de Ginástica Estética em Grupo (IFAGG) foi criada em 2003. A Federação tem, entre outros, Austrália, Bulgária, Canadá, República Tcheca, Dinamarca, Estônia, Ilhas Faroé, Finlândia, França, Hungria, Itália, Japão, Rússia, Ucrânia e Espanha como membros.

## Categorias de idade
Na AGG, as equipes competem nas seguintes categorias de idade:
- Categoria infantil 8–10 anos
- Categoria infantil 10–12 anos
- Categoria infantil 12–14 anos
- Categoria juvenil: 14–16 anos
- Categoria sênior: acima de 16 anos

Além disso, existe uma categoria de estudantes universitários onde as ginastas devem ter 17 anos ou mais. Apenas as ginastas juvenis e sêniores competem em competições internacionais da categoria A, como os Campeonatos Mundiais.

## Julgamento
O júri é composto por três painéis de juízes:
O júri técnico avaliará se o programa possui todos os elementos técnicos exigidos, que na AGG dependem da faixa etária das ginastas, mas que geralmente consiste em:
- Equilíbrios: por exemplo, equilíbrios estáticos, equilíbrios dinâmicos (por exemplo, tourlent, ilusões, pivôs) e séries de equilíbrios
- Saltos e saltos: por exemplo, salto dobrado, salto tesoura, salto cossaco, salto circular com ambas as pernas dobradas, salto cervo
- Movimentos do corpo: por exemplo, flexão, balanço do corpo, onda do corpo, contração, inclinação/estocada, relaxamento, torção
- Movimentos do braço
- Série de etapas, pulos ou saltos
- Movimentos acrobáticos
- Movimentos de flexibilidade: por exemplo, divisões de linha de frente e linha lateral
- Série combinada

O júri artístico avalia a qualidade das ginastas, a estrutura da composição e a originalidade e expressão da composição.
O júri de execução faz deduções por erros que identifica durante o programa. Por exemplo, extensões insuficientes, formas não fixas nos movimentos do corpo, aterrissagens pesadas em saltos, formas não fixas nos equilíbrios e falta de sincronização.
A maior pontuação total é de 20,00 pontos composta por: Valor Técnico (TV) 6.0, Valor Artístico (AV) 4.0 e Execução (EXE) 10.0.

## Campeonato Mundial de Ginástica Estética de Grupo
O sistema de competição internacional para AGG é organizado em três categorias. Estes são designados como A, B e C. As competições da categoria A incluem os Campeonatos Mundiais, os Campeonatos Continentais, as competições da Copa do Mundo, as competições da Copa Challenge (para o juvenil), Campeonatos da IFAGG e outros campeonatos aprovados. As competições da categoria B incluem competições internacionais infantis ou juvenis. A categoria C é reservada aos campeonatos nacionais.
A Ginástica Estética de Grupo é uma disciplina atualmente não reconhecida pela Fédération Internationale de Gymnastique. Os Campeonatos Mundiais são organizados anualmente desde 2000 pela Federação Internacional de Ginástica Estética de Grupo (IFAAG).

## Campeonato Europeu de Ginástica Estética de Grupo
O Campeonato Europeu é organizado anualmente desde 2016 pela Federação Internacional de Ginástica Estética de Grupo (IFAAG). Desde 2018, eles são realizados a cada dois anos.

## Copa do Mundo de Ginástica Estética de Grupo
Copa do Mundo é uma série de competições que são realizadas ao longo do ano no mundo. A série da Copa do Mundo consiste em quatro competições sazonais realizadas em diferentes países. Existem dois tipos, que são organizados ao mesmo tempo - a Copa do Mundo é para times sêniores e a Copa Challenge é para times juvenis. As equipes recebem pontos de cada etapa e os três melhores resultados dão a classificação final na série da Copa do Mundo.
O vencedor da primeira Copa do Mundo IFAGG, realizada em 2005, foi SC Oscar da Rússia, GC Piruett da Estônia ficou em segundo lugar e VVS Frida da Finlândia em terceiro.